# Coscinia haroldi
Coscinia haroldi är en fjärilsart som beskrevs av Charles Oberthür 1907. Coscinia haroldi ingår i släktet Coscinia och familjen björnspinnare. Inga underarter finns listade i Catalogue of Life.